# Gib mir meine Kinder wieder
Gib mir meine Kinder wieder ist ein US-amerikanisches Fernseh-Drama aus dem Jahr 1995. Der Film ist im Original sowohl als Semi-Precious als auch als Whose Daughter Is She? bekannt.

## Handlung
Die überforderte Mutter Cathy verlässt fluchtartig ihre Familie und überlässt ihrem Ehemann Steve die beiden gemeinsamen Kinder Andrea und Brad. Drei Jahre später heiratet Steve Laura und vier weitere Jahre später verstirbt er, sodass Laura sich fortan als alleinerziehende Mutter um Andrea und Brad kümmert. Alle drei wohnen noch in Steves Haus, sodass nach einigen weiteren Jahren Cathy sie wieder leicht ausfindig machen kann. Als Laura bemerkt, dass Cathy wieder da ist, will sie Andrea und Brad vor der Kontaktaufnahme bewahren. Aber sie kommt zu spät, denn Cathy hat bereits Kontakt mit beiden aufgenommen, wobei Brad absolut ablehnend ist, während Andrea zwischen Laura und ihrer wahren Mutter Cathy hin- und hergerissen ist.
Nachdem Cathy Laura darum bat, Kontakt zu ihren Kindern zu haben, bestätigt sich dieser Eindruck. Während Brad immer noch ablehnend ist, fühlt sich Andrea zu ihrer Mutter und dem möglichen gemeinsamen Leben in Chicago hingezogen. Das macht Laura wiederum Angst, glaubt sie doch, ihre Kinder zu verlieren. Insbesondere daher, da sie beide nie adoptierte und somit das Recht nicht auf ihrer Seite steht. Ihre Angst scheint sich auch zu bestätigen, denn als Andrea herausfindet, dass Laura ihr all die Jahre die wichtigen Grußkarten zum Geburtstag und zu Weihnachten vorenthielt, fangen beide an zu streiten. Um ihre Probleme mit Andrea zu lösen, fordert Laura, dass Cathy verschwindet. Doch stattdessen fühlt sich Cathy herausgefordert, führt doch Laura das Leben mit den Kindern und dem Haus, welches ursprünglich für Cathy gedacht war. Daher kämpft Cathy auch um ihre Kinder. Während Brad trotz der Annäherungsversuche jeden Kontakt verweigert, gefällt Andrea der Gedanke, in Chicago zu leben.
Laura beginnt Cathy Vorwürfe zu machen und erzählt ihr, wie schwer es war, einen traumatisierten Mann wie Steve zu lieben, der permanent mit der Angst lebte, verlassen zu werden. Cathy selbst will sich nicht vergeben, nicht stärker gewesen zu sein. Aber nun will sie ihre Kinder wieder. Laura kann dabei nur dem Rat ihrer Mutter folgen, dass Kinder sich selbst ihre Eltern aussuchen und dass sie die Größe haben muss, Andrea und Brad entscheiden zu lassen. Brad entscheidet zu sich zu bleiben, während Andrea mit nach Chicago kommt. Dort lernt sie Anthony kennen, Cathys Verlobten. Dieser freut sich, Andrea kennenzulernen, erklärt ihr aber auch gleich, dass er ein eigenes Leben und eigenen Kindern mit Cathy will. Dadurch fühlt sich Andrea zurückgestoßen. Sie fühlt sich nicht mehr sicher und geborgen und vermisst ihr altes Leben. Obwohl Cathy sich bemühte und gar eine Versöhnung mit Brad erreichte, muss sie sich eingestehen, dass Andrea Laura vermisst und diese nun deren Mutter ist.

## Veröffentlichung
In den USA lief der Film zum ersten Mal am 24. September 1995 im Fernsehen, bevor er in Deutschland am 21. Februar 1996 auf RTL zum ersten Mal ausgestrahlt wurde.